# نووترویفکا (شهرستان ملئوزوفسکی، باشقیرستان)
نووترویفکا (انگلیسی: Novotroyevka, Meleuzovsky District, Republic of Bashkortostan) یک شهرک در شهرستان ملئوزوفسکی استان باشقیرستان کشور روسیه است.